# A Última Ceia (Salvador Dalí)
A Última Ceia é uma obra realizada por Salvador Dalí de 1955. A pintura é óleo sobre tela e mede 167 cm de altura e 268 de largura. Atualmente, o quadro está disponível na Galeria Nacional de Arte de Washington DC . Essa obra causou polêmica quando apresentada ao público, pois a imagem de Dalí como artista irreverente e provocador não combinava com o tema religioso.
Alguns críticos a denunciaram como banal, enquanto outros acreditam que Dalí conseguiu dar mais vida à imagem tradicional da devoção. Vestidos de branco e reunidos numa sala envidraçada, Jesus e seus doze apóstolos estão em torno de uma grande mesa que disponibiliza o simbólico pão e vinho. Além de Cristo ter uma composição luminosa mais e radiante que os outros personagens, o artista se inspirou em sua esposa, Gala Dalí, para fazer a anatomia da religiosa. Já os apóstolos possuem construção sólida, responsável pelo contraste entre o humano e o sagrado.
Sobre a cena, paira misteriosamente a colossal imagem de um homem com os braços abertos, como se abençoasse o grupo ali reunido, o observador apenas enxerga o peitoral da figura que é referente ao próprio autor. A pintura, de cunho religioso, representa a fase espiritual da vida de Dalí.
Diferente da também famosa pintura de Leonardo da Vinci, os doze apóstolos do artista espanhol têm as cabeças baixas com um semblante e posição penitente e Cristo tem as mão elevadas.

## Sobre a obra
Salvador Dalí trabalha de forma simbólica o número doze em A Última Ceia. Além dos doze apóstolos, há doze pentágonos compondo o dodecaedro responsáveis pelo fundo da pintura. Mais adiante, a cena também teria acontecido às doze horas e doze minutos.